# Sitmarkho
Sitmarkho (tiếng Ả Rập: ستمرخو, cũng đánh vần là Sitt Markhu) là một thị trấn ở phía tây bắc Syria, một phần hành chính của Tỉnh Latakia, nằm ở phía bắc Latakia. Các địa phương gần đó bao gồm Kirsana và Mushayrafet al-Samouk ở phía bắc, Burj al-Qasab và Al-Qanjarah ở phía tây. Theo Cục Thống kê Trung ương Syria, Sitmarkho có dân số 2.341 trong cuộc điều tra dân số năm 2004. Cư dân của nó chủ yếu là Alawites.